# Радицька сільська рада
Радицька сільська рада (до 1960 року — Будо-Рижанська сільська рада) — колишня адміністративно-територіальна одиниця та орган місцевого самоврядування у Хорошівському (Кутузівському, Володарському, Володарсько-Волинському) і Черняхівському районах Коростенської і Волинської округ, Київської й Житомирської областей Української РСР з адміністративним центром у с. Радичі.

## Населені пункти
Сільській раді були підпорядковані населені пункти:
- с. Радичі
- с. Будо-Рижани
- с. Гайки
- с. Закомірня
- с. Катеринівка
- с. Стебниця

## Населення
Кількість населення ради станом на 1923 рік становила 1 672 особи, кількість дворів — 282.
Кількість населення сільської ради станом на 1924 рік становила 1 672 особи.
Відповідно до результатів перепису населення СРСР, кількість населення ради станом на 12 січня 1989 року становила 986 осіб.
Станом на 5 грудня 2001 року, відповідно до перепису населення України, кількість мешканців сільської ради становила 858 осіб.

## Склад ради
Рада складалася з 12 депутатів та голови.

### Керівний склад сільської ради
| ПІБ                          | Основні відомості                                                                  | Дата обрання | Дата звільнення |
| ---------------------------- | ---------------------------------------------------------------------------------- | ------------ | --------------- |
| Яремчук Тамара Олександрівна | Сільський голова, 1963 року народження, освіта, член Соціалістичної партії України | 26.03.2006   | 31.10.2010      |
| Яремчук Тамара Олександрівна | Сільський голова, 1963 року народження, освіта вища, позапартійна                  | 31.10.2010   |                 |

Примітка: таблиця складена за даними джерела

## Історія
Створена 1923 року як Будо-Рижанська сільська рада, в складі сіл Буда-Рижанська (Будо-Рижани), Рудня-Кропивенка (Кропивенка) та колоній Киркевичі, Мар'янівка, Радичі-Мар'янівка (Радичі) Кутузівської волості Житомирського повіту Волинської губернії. Станом на 1 жовтня 1941 року колонії Киркевичі, Мар'янівка не значилися на обліку населених пунктів.
Станом на 1 вересня 1946 року Будо-Рижанська сільська рада входила до складу Володарсько-Волинського району Житомирської області, на обліку в раді перебували села Будо-Рижани, Кропивенка та хутір Радич.
11 серпня 1954 року, відповідно до указу Президії Верховної ради Української РСР «Про укрупнення сільських рад по Житомирській області», підпорядковано села Гайки та Катеринівка ліквідованої Катеринівської сільської ради Володарсько-Волинського району. 2 вересня 1954 року, відповідно до рішення Житомирського облвиконкому № 1087 «Про перечислення населених пунктів в межах районів Житомирської області», до складу ради включено села Закомірня Кропивнянської сільської ради та Стебниця Ягодинської сільської ради, с. Кропивенка передане до складу Ягодинської сільської ради Володарсько-Волинського району. 5 березня 1959 року, відповідно до рішення Житомирського облвиконкому № 161 «Про ліквідацію та зміну адміністративно-територіального поділу окремих сільських рад області», підпорядковано с. Кропивенка Ягодинської сільської ради. 8 червня 1960 року, відповідно до рішення Житомирського облвиконкому № 592 «Про перейменування деяких сільських рад в районах області», адміністративний центр перенесено до с. Радичі з відповідним перейменуванням ради. 19 квітня 1965 року, відповідно до рішення Житомирського облвиконкому № 211 «Про зміни в адміністративному підпорядкуванні деяких населених пунктів області», с. Кропивенка підпорядковане Небізькій сільській раді Черняхівського району.
На 1 січня 1972 року сільська рада входила до складу Володарсько-Волинського району Житомирської області, на обліку в раді перебували села Будо-Рижани, Гайки, Закомірня, Катеринівка, Радичі та Стебниця.
Виключена з облікових даних 17 липня 2020 року. Територію та населені пункти ради, відповідно до розпорядження Кабінету Міністрів України № 711-р від 12 червня 2020 року «Про визначення адміністративних центрів та затвердження територій територіальних громад Житомирської області», включено до складу Хорошівської селищної територіальної громади Житомирського району Житомирської області.
Входила до складу Хорошівського (Кутузівського, Володарського, Володарсько-Волинського, 7.03.1923 р., 8.12.1966 р.) та Черняхівського (30.12.1962 р.) районів.